# Gerd Neuhaus
Gerd Neuhaus (* 1952 in Essen) ist ein deutscher katholischer Theologe.

## Leben
Von 1973 bis 1978 studierte er katholische Theologie, Germanistik und Philosophie in Bochum mit dem Abschluss des ersten Staatsexamens für das Lehramt am Gymnasium in den Fächern Katholische Religion und Deutsch. Von 1978 bis 1981 verwaltete Neuhaus die Stelle eines wissenschaftlichen Assistenten am Lehrstuhl für philosophisch-theologische Grenzfragen in Bochum. Nach der Promotion 1981 zum Dr. theol. und dem Referendariat 1982 für das Lehramt an Gymnasien in Duisburg wurde er 1983 Lehrer für katholische Religion und Deutsch am Abtei-Gymnasium und war daneben 1989–1998 Fachleiter für katholische Religion am Studienseminar Oberhausen. Nach der Habilitation 1992 für das Fach Fundamentaltheologie in Bochum wurde er 1993 zum Privatdozenten und 1999 zum außerplanmäßigen Professor ernannt. Im Januar 2018 wurde er als Lehrer pensioniert, lehrte aber noch bis 2023 an der Universität.
Seine Arbeitsschwerpunkte sind Religion und Gewalt, der Wahrheitsanspruch des Christentums und die Vielfalt der Religionen, Gottesglaube und Leiderfahrung.

## Werke (Auswahl)
- Transzendentale Erfahrung als Geschichtsverlust? Der Vorwurf der Subjektlosigkeit an Rahners Begriff geschichtlicher Existenz und eine weiterführende Perspektive transzendentaler Theologie. Patmos, Düsseldorf 1982, ISBN 3-491-71057-X (zugleich Dissertation, Bochum 1981).
- Atheismus oder anonymes Christentum? Ein Versuch transzendentaler Hermeneutik des Gottesglaubens in Auseinandersetzung mit Feuerbach, Marx, Horkheimer und Benjamin. Plöger-Verlag, Annweiler 1985, ISBN 3-924574-01-4.
- Theodizee – Abbruch oder Anstoß des Glaubens. Herder, Freiburg im Breisgau/Basel/Wien 1993, zweite Auflage 1994, ISBN 3-451-23237-5 (zugleich Habilitationsschrift, Bochum 1992).
- Kein Weltfrieden ohne christlichen Absolutheitsanspruch. Eine religionstheologische Auseinandersetzung mit Hans Küngs „Projekt Weltethos“ (= Quaestiones disputatae. Band 175) Herder, Freiburg im Breisgau/Basel/Wien 1999, ISBN 3-451-02175-7.
- Frömmigkeit der Theologie. – Zur Logik der offenen Theodizeefrage (= Quaestiones disputatae. Band 202) Herder, Freiburg im Breisgau/Basel/Wien 2003, ISBN 3-451-02202-8.
- Glaube im Gespräch mit der Gegenwart. Plöger-Verlag, Annweiler 2005, ISBN 3-89857-195-5.
- Fundamentaltheologie. Zwischen Rationalitäts- und Offenbarungsanspruch. Pustet-Verlag, Regensburg 2013, zweite Auflage 2017, ISBN 3-7917-2489-4.
- Glückskekse vom lieben Gott? Religionsunterricht zwischen Lebensweltorientierung und Glaubensverantwortung, Pustet-Verlag, Regensburg 2019, ISBN 978-3-7917-3101-8.